# Bere (Botswana)
Pour les articles homonymes, voir Bere.
Bere est une ville du Botswana.